# Meningoencefalite
La meningoencefalite è un processo infiammatorio dell'encefalo a cui partecipano anche le meningi, con conseguente sintomatologia meningitica (vedi meningite), associata a quella encefalitica (vedi encefalite).
La diffusione del processo infiammatorio alle meningi è la regola di tutte le encefaliti, ma in alcune questa associazione è molto evidente e costante. Si distinguono le forme a interessamento prevalente della corteccia (meningoencefalite luetica, o paralisi progressiva), e le forme a interessamento prevalente della base e delle cisterne (meningoencefalite tubercolare, o micotica). Meningoencefaliti da protozoi e da funghi (criptococchi) sono complicanze possibili e gravissime in corso di AIDS.